# Šetarova
Šetarova je gručasto naselje na štajerskem v Občini Lenart.
Nahaja se sredi široke meliorirane Pesniške doline, ki leži na levem bregu reke Pesnice, ob krajevni cesti Lenart-Lormanje-Spodnja Voličina. Velike hiše in hlevi pričajo, da tu prevladujeta mlečna in mesna živinoreja. Severno od vasi so na nekoliko privzdignjeni uravnavi veliki hlevi za pitano govedo.